# Menesble
Menesble – miejscowość i gmina we Francji, w regionie Burgundia-Franche-Comté, w departamencie Côte-d’Or.
Według danych na rok 1990 gminę zamieszkiwało 13 osób, a gęstość zaludnienia wynosiła 2 osoby/km² (wśród 2044 gmin Burgundii Menesble plasuje się na 888. miejscu pod względem liczby ludności, natomiast pod względem powierzchni na miejscu 1145.).